# Ege Bamyası
《Ege Bamyası》는 독일의 크라우트록 밴드 캔의 세 번째 스튜디오 음반으로, 원래 1972년 유나이티드 아티스츠에서 LP로 발매되었다. 이 음반에는 독일 TV 스릴러 미니시리즈 《Das Messer》의 주제곡으로 사용된 것이 큰 이유로 독일 톱 10에 오른 싱글 〈Spoon〉이 수록됐다. 싱글의 성공으로 캔은 더 나은 스튜디오로 옮겨 《Ege Bamyası》를 녹음했다.
《Ege Bamyası》는 2004년에 하이브리드 SACD로 리마스터드되었는데, 여기에는 전 《멜로디 메이커》 저널리스트 데이비드 스터브스의 음반에 대한 해설과 이전에 공개되지 않은 밴드의 사진이 포함된 책자가 포함되어 있다. 이 음반은 발매 이후 많은 호평을 받았고 다양한 아티스트들로부터 영향을 받은 것으로 언급되었다. 몇몇 아티스트들이 《Ege Bamyası》의 커버 버전을 연주했다. 다양한 아티스트들의 리믹스 버전이 음반 《Sacrilege》에 수록되어 있다.

## 커버 아트
음반 커버에는 튀르키예어로 "에게해 오크라"를 의미하는 "Ege Bamyası" 캔의 사진이 표시되어 있다. 2006년 8월 이르민 슈미트는 스터브스와 가진 언컷 인터뷰에서 "커버 위의 캔은 어리석은 개념의 아이디어가 아니었습니다. 야키가 터키 가게에서 발견한 캔이었습니다. 그곳에서 캔이라는 단어는 생명과 같은 것을 의미합니다. 〈Vitamin C〉나 〈I'm So Green〉과 같은 타이틀 뒤에 있는 컨셉은 없지만, 확실히 우리는 지금쯤 우리의 사운드에서 매우 유기적이었습니다."

## 반응
| 전문가 평가                   | 전문가 평가 |
| 평가 점수                     | 평가 점수   |
| 출처                          | 점수        |
| ----------------------------- | ----------- |
| AllMusic                      | [ 2 ]       |
| Encyclopedia of Popular Music | [ 3 ]       |
| The Great Rock Discography    | 7/10        |
| Mojo                          | [ 5 ]       |
| Pitchfork                     | 9.8/10      |
| Q                             | [ 7 ]       |
| The Rolling Stone Album Guide | [ 8 ]       |
| Spin Alternative Record Guide | 8/10        |
| Stylus                        | A           |
| Tom Hull                      | B+          |

《Ege Bamyası》는 발매 이후 상당한 호평을 받았다. 영국의 음악 주간지 《멜로디 메이커》는 "캔은 의심할 여지 없이 영국을 포함한 유럽에서 가장 재능 있고 일관된 실험적인 록 밴드이다"라고 썼다. 《팝매터스》는 이 음반을 "전작처럼 컴팩트하고 공간적인"이라며 "조밀하게 감긴 펑크와 융합된 사이키델릭 록의 명곡"이라고 평했다.

## 곡 목록
모든 곡들은 홀거 추카이, 미하엘 카롤리, 야키 리베차이트, 이르민 슈미트 그리고 다모 스즈키에 의해 작사/작곡하였다.
| #  | 제목               | 재생 시간 |
| -- | ------------------ | --------- |
| 1. | 〈Pinch〉          | 9:30      |
| 2. | 〈Sing Swan Song〉 | 4:49      |
| 3. | 〈One More Night〉 | 5:36      |

| #  | 제목             | 재생 시간 |
| -- | ---------------- | --------- |
| 4. | 〈Vitamin C〉    | 3:32      |
| 5. | 〈Soup〉         | 10:32     |
| 6. | 〈I'm So Green〉 | 3:06      |
| 7. | 〈Spoon〉        | 3:04      |